# Championnats de Suède de tennis de table
Les Championnats de Suède de tennis de table comprennent une compétition annuelle individuelle opposant les pongistes de nationalité suédoise dans plusieurs catégories : le simple, le double, le double mixte ainsi qu'une compétition par équipes organisée par la ligue nationale suédoise.

## Histoire
Idrottsbladet et ses propriétaires Topsy Lindblom et Torsten Tegnér organisèrent une compétition de tennis de table à Stockholm le 7 janvier 1925 (qui fut remportée par Samuel Wennerström).
Après cette compétition, une discussion a eu lieu pour savoir quelle ville de Suède avait le meilleur joueur. IB a été invité à un championnat suédois (officieusement) où les huit joueurs les plus qualifiés (de Stockholm, Göteborg, Malmö, Uppsala et Norrköping) ont été autorisés à participer. Les compétitions ont eu lieu le 27 mars 1925 au nouveau pavillon de tennis du centre sportif d'Östermalm. 700 spectateurs étaient présents, dont Gustaf V. Le vainqueur était Sven Åhman de Göteborg.
Le premier championnat officiel a eu lieu les 17 et 18 avril 1927 à Stockholm (après la création de l'Association suédoise de tennis de table le 25 octobre 1926). Cette fois encore, c'est un natif de Göteborg qui a gagné : Carl-Erik Bülow.

## Les Simples
| Année | Hommes                | Hommes                |                             | Dames                    | Dames |
| Année | Vainqueur             | Finaliste             | Vainqueur                   | Finaliste                |       |
| ----- | --------------------- | --------------------- | --------------------------- | ------------------------ | ----- |
| 2025  | Truls Möregårdh (6)   | Anton Källberg        | Linda Bergström (3)         | Christina Källberg       |       |
| 2024, | Truls Möregårdh (5)   | Anton Källberg        | Christina Källberg (3)      | Linda Bergström          |       |
| 2023  | Truls Möregårdh (4)   | Anton Källberg        | Christina Källberg (2)      | Linda Bergström          |       |
| 2022  | Truls Möregårdh (3)   | Viktor Brodd          | Christina Källberg (1)      | Linda Bergström          |       |
| 2021  | Truls Möregårdh (2)   | Anton Källberg        | Linda Bergström (2)         | Filipa Bergand           |       |
| 2020  | Anton Källberg (2)    | Jon Persson           | Matilda Ekholm (7)          | Christina Källberg       |       |
| 2019, | Truls Möregårdh (1)   | Kristian Karlsson     | Linda Bergström (1)         | Matilda Ekholm           |       |
| 2018  | Kristian Karlsson (3) | Jens Lundqvist        | Matilda Ekholm (6)          | Linda Bergström          |       |
| 2017  | Anton Källberg (1)    | Pär Gerell            | Matilda Ekholm (5)          | Linda Bergström          |       |
| 2016  | Jon Persson           | Jens Lundqvist        | Li Fen (3)                  | Sara Rask                |       |
| 2015  | Kristian Karlsson (2) | Jens Lundqvist        | Jennifer Jonsson            | Jie Sun                  |       |
| 2014  | Kristian Karlsson (1) | Robert Svensson       | Li Fen (2)                  | Matilda Ekholm           |       |
| 2013  | Fabian Åkerström      | Jens Lundquist        | Li Fen (1)                  | Stina Zetterström        |       |
| 2012  | Jens Lundquist (4)    | Jörgen Persson        | Matilda Ekholm (4)          | Sara Rask                |       |
| 2011  | Pär Gerell            | Jörgen Persson        | Matilda Ekholm (3)          | Marie Olsson             |       |
| 2010  | Jan-Ove Waldner (9)   | Pär Gerell            | Malin Pettersson            | Carina Jonsson           |       |
| 2009  | Jens Lundquist (3)    | Johan Axelqvist       | Matilda Ekholm (2)          | Malin Pettersson         |       |
| 2008  | Jens Lundquist (2)    | Fredrik Håkansson     | Marie Olsson (2)            | Matilda Ekholm           |       |
| 2007  | Jörgen Persson (5)    | Johan Axelqvist       | Matilda Ekholm (1)          | Marie Olsson             |       |
| 2006  | Jan-Ove Waldner (8)   | Jens Lundquist        | Marie Olsson (1)            | Linda Nordenberg         |       |
| 2005  | Jens Lundquist (1)    | Peter Nilsson         | Susanna Nilsson             | Linda Nordenberg         |       |
| 2004  | Fredrik Håkansson (5) | Jens Lundquist        | Carina Jonsson (2)          | Marie Olsson             |       |
| 2003  | Mattias Stenberg      | Magnus Wahlgren       | Carina Jonsson (1)          | Susanne Jonsson          |       |
| 2002  | Fredrik Håkansson (4) | Mikael Zöögling       | Sandra Johansson            | Susanne Jonsson          |       |
| 2001  | Fredrik Håkansson (3) | Peter Karlsson        | Marie Svensson (8)          | Åsa Svensson             |       |
| 2000  | Fredrik Håkansson (2) | Jörgen Persson        | Marie Svensson (7)          | Åsa Svensson             |       |
| 1999  | Jörgen Persson (4)    | Fredrik Håkansson     | Marie Svensson (6)          | Pernilla Pettersson      |       |
| 1998  | Fredrik Håkansson (1) | Kayode Kadiri         | Åsa Svensson                | Marie Svensson           |       |
| 1997  | Jan-Ove Waldner (7)   | Jörgen Persson        | Pernilla Pettersson (4)     | Barbro Wiktorsson        |       |
| 1996  | Jan-Ove Waldner (6)   | Mikael Appelgren      | Pernilla Pettersson (3)     | Åsa Svensson             |       |
| 1995  | Peter Karlsson (2)    | Erik Lindh            | Marie Svensson (5)          | Åsa Svensson             |       |
| 1994  | Peter Karlsson (1)    | Jan-Ove Waldner       | Marie Svensson (4)          | Åsa Svensson             |       |
| 1993  | Mikael Appelgren (4)  | Ulf Carlsson          | Marie Svensson (3)          | Pernilla Pettersson      |       |
| 1992  | Mikael Appelgren (3)  | Erik Lindh            | Marie Svensson (2)          | Åsa Svensson             |       |
| 1991  | Jan-Ove Waldner (5)   | Mikael Appelgren      | Pernilla Pettersson (2)     | Åsa Svensson             |       |
| 1990  | Jörgen Persson (3)    | Erik Lindh            | Pernilla Pettersson (1)     | Lotta Erlman             |       |
| 1989  | Jan-Ove Waldner (4)   | Mikael Appelgren      | Marie Svensson (1)          | Gunnel Borgström         |       |
| 1988  | Jörgen Persson (2)    | Mikael Appelgren      | Barbro Wiktorsson (4)       | Marie Svensson           |       |
| 1987  | Jörgen Persson (1)    | Mikael Appelgren      | Barbro Wiktorsson (3)       | Marie Svensson           |       |
| 1986  | Jan-Ove Waldner (3)   | Erik Lindh            | Barbro Wiktorsson (2)       | Marie Svensson           |       |
| 1985  | Erik Lindh            | Jörgen Persson        | Barbro Wiktorsson (1)       | Pia Eliasson             |       |
| 1984  | Jan-Ove Waldner (2)   | Jörgen Persson        | Menni Weizades              | Marie Lindblad           |       |
| 1983  | Jan-Ove Waldner (1)   | Mikael Appelgren      | Ann-Christin Hellman (8)    | Marie Lindblad           |       |
| 1982  | Mikael Appelgren (2)  | Erik Lindh            | Ann-Christin Hellman (7)    | Marie Lindblad           |       |
| 1981  | Mikael Appelgren (1)  | Ulf Carlsson          | Sachiko Yokota-Heyerdahl    | Ann-Christin Hellman     |       |
| 1980  | Stellan Bengtsson (7) | Ulf Carlsson          | Ann-Christin Hellman (6)    | Sachiko Yokota-Heyerdahl |       |
| 1979  | Stellan Bengtsson (6) | Åke Liljegren         | Marie Lindblad              | Birgitta Rådberg         |       |
| 1978  | Stellan Bengtsson (5) | Åke Liljegren         | Ann-Christin Hellman (5)    | Marie Lindblad           |       |
| 1977  | Stellan Bengtsson (4) | Ulf Thorsell          | Ann-Christin Hellman (4)    | Marie Lindblad           |       |
| 1976  | Kjell Johansson (6)   | Stellan Bengtsson     | Ann-Christin Hellman (3)    | Birgitta Olsson          |       |
| 1975  | Stellan Bengtsson (3) | Kjell Johansson       | Ann-Christin Hellman (2)    | Birgitta Olsson          |       |
| 1974  | Kjell Johansson (5)   | Stellan Bengtsson     | Ann-Christin Hellman (1)    | Birgitta Olsson          |       |
| 1973  | Stellan Bengtsson (2) | Kjell Johansson       | Birgitta Rådberg (3)        | Ann-Christin Hellman     |       |
| 1972  | Stellan Bengtsson (1) | Kjell Johansson       | Birgitta Rådberg (2)        | Lena Andersson           |       |
| 1971  | Kjell Johansson (4)   | Hans Alsér            | Birgitta Rådberg (1)        | Marita Neidert           |       |
| 1970  | Hans Alsér (6)        | Stellan Bengtsson     | Marita Neidert (4)          | Lena Andersson           |       |
| 1969  | Kjell Johansson (3)   | Hans Alsér            | Marita Neidert (3)          | Eva Johansson            |       |
| 1968  | Hans Alsér (5)        | Kjell Johansson       | Marita Neidert (2)          | Eva Johansson            |       |
| 1967  | Hans Alsér (4)        | Kjell Johansson       | Marita Neidert (1)          | Lena Rundström           |       |
| 1966  | Kjell Johansson (2)   | Hans Alsér            | Marita Nilsson              | Lena Guntsch             |       |
| 1965  | Hans Alsér (3)        | Kjell Johansson       | Lena Rundström              | Lena Guntsch             |       |
| 1964  | Kjell Johansson (1)   | Hans Alsér            | Marita Carlsson             | Siv Petersson            |       |
| 1963  | Hans Alsér (2)        | Carl-Johan Bernhardt  | Birgitta Tegner-Larsson (5) | Marita Carlsson          |       |
| 1962  | Björne Mellström (5)  | Georg Karlsson        | Birgitta Tegner (4)         | Marita Carlsson          |       |
| 1961  | Tony Larsson          | Hans Alsér            | Britt Andersson             | Lena Guntsch             |       |
| 1960  | Hans Alsér (1)        | Björne Mellström      | Elisabeth Thorsson (2)      | Britt Andersson          |       |
| 1959  | Björne Mellström (4)  | Tony Larsson          | Birgitta Tegner (3)         | Siv Petersson            |       |
| 1958  | Björne Mellström (3)  | Tage Flisberg         | Birgitta Tegner (2)         | Elisabeth Thorsson       |       |
| 1957  | Björne Mellström (2)  | Tage Flisberg         | Birgitta Tegner (1)         | Elisabeth Thorsson       |       |
| 1956  | Björne Mellström (1)  | Curt Österholm        | Signhild Tegner (3)         | Elisabeth Thorsson       |       |
| 1955  | Tage Flisberg (13)    | Liss Larsson          | Signhild Tegner (2)         | Elisabeth Thorsson       |       |
| 1954  | Tage Flisberg (12)    | Carl-Ragnar Andersson | Elisabeth Thorsson (1)      | Iris Persson-Samberg     |       |
| 1953  | Tage Flisberg (11)    | Liss Larsson          | Signhild Tegner (1)         | Inga Bergström           |       |
| 1952  | Tage Flisberg (10)    | Liss Larsson          | Inga Bergström-Brehmer (2)  | Iris Persson             |       |
| 1951  | Bengt Grive           | Stig Elmblad          | Inga Bergström (1)          | Iris Persson             |       |
| 1950  | Tage Flisberg (9)     | Per-Olof Croneryd     | Maya Halling (2)            | Margareta Winqvist       |       |
| 1949  | Liss Larsson          | Bengt Grive           | Eina Ericson (2)            | Ingrid Hermansson        |       |
| 1948  | Tage Flisberg (8)     | Arne Neidenmark       | Margareta Winqvist          | Eina Ericson             |       |
| 1947  | Tage Flisberg (7)     | Per-Olof Croneryd     | Maya Halling (1)            | Margareta Winqvist       |       |
| 1946  | Tage Flisberg (6)     | Gustaf Johnsson       | Eina Ericson (1)            | Gerd Wetterlind          |       |
| 1945  | Tage Flisberg (5)     | Lennart Johansson     |                             |                          |       |
| 1944  | Lennart Iverdahl      | Per-Olof Croneryd     |                             |                          |       |
| 1943  | Carl-Ottil Johansson  | Valter Kolmodin       |                             |                          |       |
| 1942  | Sixten Forss          | Lennart Johansson     |                             |                          |       |
| 1941  | Tage Flisberg (4)     | Lennart Liljendahl    |                             |                          |       |
| 1940  | Tage Flisberg (3)     | Carl-Ottil Johansson  |                             |                          |       |
| 1939  | Arne Andersson        | Tage Flisberg         |                             |                          |       |
| 1938  | Tage Flisberg (2)     | Gustaf Johnsson       |                             |                          |       |
| 1937  | Gustaf Johnsson (5)   | Arne Meijer           |                             |                          |       |
| 1936  | Tage Flisberg (1)     | Liss Larsson          |                             |                          |       |
| 1935  | Gustaf Johnsson (4)   | Tage Flisberg         |                             |                          |       |
| 1934  | Gustaf Johnsson (3)   | Lennart Wigren        |                             |                          |       |
| 1933  | Gustaf Johnsson (2)   | Elis Hernström        |                             |                          |       |
| 1932  | Gustaf Johnsson (1)   | Ivar Andersson        |                             |                          |       |
| 1931  | Valter Kolmodin       | Lennart Bülow         |                             |                          |       |
| 1930  | Folke Pettersson      | Axel Pehrsson         |                             |                          |       |
| 1929  | Henry Wilbert         | Lennart Bülow         |                             |                          |       |
| 1928  | Ragnar Söderholtz     | Valter Kolmodin       |                             |                          |       |
| 1927  | Carl-Erik Bülow       | Ragnar Söderholtz     |                             |                          |       |
| 1926  | Non-disputé           |                       |                             |                          |       |
| 1925  | Sven Åhman            | lngvar Garell         | Non officiel                |                          |       |

## Les Doubles
| Année | Hommes                                | Hommes                                 | Dames                                 | Dames                                 | Mixte                             | Mixte     |
| Année | Vainqueur                             | Finaliste                              | Vainqueur                             | Finaliste                             | Vainqueur                         | Finaliste |
| ----- | ------------------------------------- | -------------------------------------- | ------------------------------------- | ------------------------------------- | --------------------------------- | --------- |
| 2025  | Anton Källberg Anders Eriksson        | -                                      | Alma Rööse Erika Front                |                                       | Martin FRIIS Filippa BERGAND      |           |
| 2024  | Viktor BRODD Hampus NORDBERG          | -                                      | Linn OLSSON Fang ZHANG                |                                       | Martin FRIIS Filippa BERGAND      |           |
| 2023  | Pär Gerell Jens Lundquist             |                                        | Christina Källberg Erika Front        |                                       | Truls Möregårdh Tveit Muskantor   |           |
| 2022  | Pär Gerell Jens Lundquist             |                                        | Christina Källberg Erika Front        |                                       | Christina Källberg Anton Källberg |           |
| 2021  | Simon Arvidsson Elias Ranefur         |                                        | Linda Bergström Filippa BERGAND       |                                       | Christina Källberg Anton Källberg |           |
| 2020  | Viktor Brodd Hampus Nordberg          |                                        | Matilda Ekholm Christina Källberg     |                                       | Truls Möregårdh Rebecca Muskantor |           |
| 2019  | Truls Möregårdh Jon Persson           |                                        | Michaela Karlsson Christina Källberg  |                                       | Mattias Falck Matilda Ekholm      |           |
| 2018  | Anton Källberg Anders Eriksson        |                                        | Matilda Ekholm Ellen Holmsten         |                                       |                                   |           |
| 2017  | Viktor Brodd Hampus Nordberg          |                                        | Erika Front Tilda Johansson           |                                       |                                   |           |
| 2016  | Mattias Karlsson Kristian Karlsson    |                                        | Li Fen Caroline Tanska                |                                       |                                   |           |
| 2015  | Simon Arvidsson Andreas Törnkvist     |                                        | Jennifer Jonsson Stina Zetterström    |                                       |                                   |           |
| 2014  | Viktor Brodd Hampus Nordberg          |                                        | Matilda Ekholm Daniela Moskovits      |                                       |                                   |           |
| 2013  | Pär Gerell Jens Lundquist             |                                        | Sandra Andersson Li Fen               |                                       |                                   |           |
| 2012  | Joachim Bachstätter Andreas Törnkvist |                                        | Linda Bergström Matilda Ekholm        |                                       |                                   |           |
| 2011  | Pär Gerell Jens Lundquist             | -                                      | Matilda Ekholm Malin Pettersson       | Marie Persson Nina Vakkila            |                                   |           |
| 2010  | Pär Gerell Jens Lundquist             | Mattias Karlsson Robert Svensson       | Matilda Ekholm Malin Pettersson       | Kajsa Andersson Marie Olsson          |                                   |           |
| 2009  | Pär Gerell Jens Lundquist             | Viktor Brodd Johan Sondell             | Marie Olsson Nina Vakkila             | Carina Jonsson Barbro Wiktorsson      |                                   |           |
| 2008  | Robert Svensson Johan Axelqvist       | Jens Lundquist Jon Persson             | Malin Pettersson Sara Rask            | Marie Persson Matilda Ekholm          |                                   |           |
| 2007  | Robert Svensson Johan Axelqvist       | Fredrik Håkansson Jörgen Persson       | Carina Jonsson Kajsa Andersson        | Linda Nordenberg Frida Johansson      |                                   |           |
| 2006  | Robert Svensson Mikael Zöögling       | Fredrik Håkansson Peter Nilsson        | Carina Jonsson Kajsa Andersson        | Linda Nordenberg Frida Johansson      |                                   |           |
| 2005  | Pär Gerell Magnus Månsson             | Fredrik Håkansson Henrik Olsson        | Susanna Nilsson Marie Olsson          | Carina Jonsson Frida Johansson        |                                   |           |
| 2004  | Fredrik Håkansson Peter Karlsson      | Jens Lundquist Magnus Molin            | Susanne Jonsson Linda Nordenberg      | Carina Jonsson Frida Johansson        |                                   |           |
| 2003  | Fredrik Håkansson Jens Lundquist      | Peter Nilsson Mattias Andersson        | Marie Olsson Nina Vakkila             | Sandra Johansson Veronica Thorsson    |                                   |           |
| 2002  | Mikael Zöögling Mikael Mattiasson     | Peter Nilsson Mattias Andersson        | Susanne Jonsson Linda Nordenberg      | Sandra Johansson Anna Berglund        |                                   |           |
| 2001  | Fredrik Håkansson Mikael Appelgren    | Peter Nilsson Jens Lundquist           | Susanne Jonsson Linda Nordenberg      | Marie Svensson Åsa Svensson           |                                   |           |
| 2000  | Erik Lindh Magnus Wahlgren            | Peter Nilsson Joakim Andersson         | Marie Svensson Åsa Svensson           | Sandra Johansson Nina Vakkila         |                                   |           |
| 1999  | Jan-Ove Waldner Jörgen Persson        | Thomas von Scheele Magnus Molin        | Marie Svensson Sandra Johansson       | Jenny Jönsson Caroline Holmkvist      |                                   |           |
| 1998  | Peter Karlsson Thomas von Scheele     | Fredrik Håkansson Thomas Buza          | Åsa Svensson Lena Persson             | Jenny Jönsson Veronica Augustsson     |                                   |           |
| 1997  | Erik Lindh Jörgen Persson             | Jan-Ove Waldner Göran Wranå            | Åsa Svensson Kajsa Andersson          | Heléne Gustafsson Pernilla Pettersson |                                   |           |
| 1996  | Erik Lindh Jörgen Persson             | Peter Karlsson Thomas von Scheele      | Heléne Gustafsson Pernilla Pettersson | Carina Jonsson Susanne Jonsson        |                                   |           |
| 1995  | Fredrik Håkansson Peter Nilsson       | Erik Lindh Andreas Blom                | Heléne Gustafsson Pernilla Pettersson | Marie Svensson Åsa Svensson           |                                   |           |
| 1994  | Jan-Ove Waldner Mikael Appelgren      | Mattias Stenberg Mikael Zöögling       | Marie Svensson Åsa Svensson           | Kinga Fijalkowska Jenny Jönsson       |                                   |           |
| 1993  | Erik Lindh Jörgen Persson             | Jan-Ove Waldner Mikael Appelgren       | Marie Svensson Lotta Erlman           | Heléne Gustafsson Pernilla Pettersson |                                   |           |
| 1992  | Jan-Ove Waldner Mikael Appelgren      | Peter Nilsson Peter Karlsson           | Marie Svensson Åsa Svensson           | Lotta Erlman Barbro Wiktorsson        |                                   |           |
| 1991  | Jan-Ove Waldner Jonny Åkesson         | Mikael Appelgren Johan Fallby          | Marie Svensson Gunnel Borgström       | Lotta Erlman Anneli Johansson         |                                   |           |
| 1990  | Ulf Bengtsson Jörgen Persson          | Peter Karlsson Erik Lindh              | Marie Svensson Gunnel Borgström       | Pernilla Pettersson Åsa Svensson      |                                   |           |
| 1989  | Erik Lindh Jörgen Persson             | Peter Greczula Jan-Ove Waldner         | Lotta Erlman Anneli Johansson         | Marie Svensson Gunnel Borgström       |                                   |           |
| 1988  | Erik Lindh Jörgen Persson             | Johan Fallby Jan-Ove Waldner           | -                                     | -                                     |                                   |           |
| 1987  | Mikael Appelgren Ulf Carlsson         | Jonny Åkesson Jörgen Persson           | -                                     | -                                     |                                   |           |
| 1986  | Erik Lindh Jan-Ove Waldner            | Stellan Bengtsson Jörgen Persson       | -                                     | -                                     |                                   |           |
| 1985  | Jonny Åkesson Jörgen Persson          | Ulf Bengtsson Ulf Carlsson             | -                                     | -                                     |                                   |           |
| 1984  | Erik Lindh Jörgen Persson             | Mikael Appelgren Mikael Frank          | -                                     | -                                     |                                   |           |
| 1983  | Ulf Bengtsson Lars Franklin           | Stellan Bengtsson Ulf Carlsson         | -                                     | -                                     |                                   |           |
| 1982  | Jan-Ove Waldner Jonny Åkesson         | Mikael Appelgren Jens Fellke           | -                                     | -                                     |                                   |           |
| 1981  | Mikael Appelgren Jan-Ove Waldner      | Roger Lagerfeldt Michael Nilsson       | -                                     | -                                     |                                   |           |
| 1980  | Tommy Danielsson Ulf Thorsell         | Ulf Bengtsson Lars Franklin            | -                                     | -                                     |                                   |           |
| 1979  | Stellan Bengtsson Ulf Carlsson        | Anders Johansson Per Sandström         | -                                     | -                                     |                                   |           |
| 1978  | Stellan Bengtsson Ulf Carlsson        | Tommy Andersson Ulf Thorsell           | -                                     | -                                     |                                   |           |
| 1977  | Stellan Bengtsson Tommy Andersson     | Anders Johansson Per Sandström         | -                                     | -                                     |                                   |           |
| 1976  | Kjell Johansson Åke Grönlund          | Stellan Bengtsson Tommy Andersson      | -                                     | -                                     |                                   |           |
| 1975  | Anders Johansson Ulf Thorsell         | Stellan Bengtsson Tommy Andersson      | -                                     | -                                     |                                   |           |
| 1974  | Stellan Bengtsson Tommy Andersson     | Bo Persson lngemar Wikström            | -                                     | -                                     |                                   |           |
| 1973  | Bo Persson lngemar Wikström           | Björn Carlsson Berndt Halvarsson       | -                                     | -                                     |                                   |           |
| 1972  | Hans Alsér Kjell Johansson            | Bo Persson lngemar Wikström            | -                                     | -                                     |                                   |           |
| 1971  | Hans Alsér Bo Persson                 | Anders Johansson Stellan Bengtsson     | -                                     | -                                     |                                   |           |
| 1970  | Hans Alsér Kjell Johansson            | Bo Persson Stellan Bengtsson           | -                                     | -                                     |                                   |           |
| 1969  | Hans Alsér Bo Persson                 | Kjell Johansson Christer Johansson     | -                                     | -                                     |                                   |           |
| 1968  | Hans Alsér Kjell Johansson            | Nils-Bertil Billing Stellan Bengtsson  | -                                     | -                                     |                                   |           |
| 1967  | Hans Alsér Kjell Johansson            | Carl-Johan Bernhardt Bo Persson        | -                                     | -                                     |                                   |           |
| 1966  | Hans Alsér Kjell Johansson            | Carl-Johan Bernhardt Bo Persson        | -                                     | -                                     |                                   |           |
| 1965  | Hans Alsér Kjell Johansson            | Carl-Johan Bernhardt Bo Persson        | -                                     | -                                     |                                   |           |
| 1964  | Hans Alsér Kjell Johansson            | Carl-Johan Bernhardt Stellan Bengtsson | -                                     | -                                     |                                   |           |
| 1963  | Hans Alsér Kjell Johansson            | Tony Larsson Björne Mellström          | -                                     | -                                     |                                   |           |
| 1962  | Tony Larsson Björne Mellström         | Lars-Åke Johnsson Reidar Ljungström    | -                                     | -                                     |                                   |           |
| 1961  | Tony Larsson Björne Mellström         | Lars-Åke Johnsson Reidar Ljungström    | -                                     | -                                     |                                   |           |
| 1960  | Lars-Åke Johnsson Reidar Ljungström   | Tony Larsson Toni Borg                 | -                                     | -                                     |                                   |           |
| 1959  | Tony Larsson Toni Borg                | Lars-Åke Johnsson Reidar Ljungström    | -                                     | -                                     |                                   |           |
| 1958  | Tony Larsson Toni Borg                | Per-Olof Croneryd Glenn Kindstedt      | -                                     | -                                     |                                   |           |
| 1957  | Lars-Åke Johnsson Reidar Ljungström   | Lennart Johansson Björne Mellström     | -                                     | -                                     |                                   |           |
| 1956  | Lennart Johansson Bo Malmquist        | Lars-Åke Johnsson Reidar Ljungström    | -                                     | -                                     |                                   |           |
| 1955  | Sven-Olov Karlsson Glenn Kindstedt    | Lennart Johansson Curt Österholm       | -                                     | -                                     |                                   |           |
| 1954  | Tage Flisberg Weine Fredriksson       | Arne Andersson Liss Larsson            | -                                     | -                                     |                                   |           |
| 1953  | Tage Flisberg Weine Fredriksson       | Lars Pettersson Georg Tsappos          | -                                     | -                                     |                                   |           |
| 1952  | Tage Flisberg Liss Larsson            | Arne Andersson Bengt Nicander          | -                                     | -                                     |                                   |           |
| 1951  | Sven Olsson Georg Tsappos             | Sven Cederholm Weine Fredriksson       | -                                     | -                                     |                                   |           |
| 1950  | Sven Cederholm Weine Fredriksson      | Sven Olsson Georg Tsappos              | -                                     | -                                     |                                   |           |
| 1949  | Bengt Grive Arne Neidenmark           | Per-Olof Croneryd Bengt Johnsson       | -                                     | -                                     |                                   |           |
| 1948  | Tage Flisberg Arne Neidenmark         | Hans Lidhäll Sven Olsson               | -                                     | -                                     |                                   |           |
| 1947  | Tage Flisberg Arne Andersson          | Liss Larsson Arne Neidenmark           | -                                     | -                                     |                                   |           |
| 1946  | Tage Flisberg Arne Andersson          | Sven Cederholm Weine Fredriksson       | -                                     | -                                     |                                   |           |
| 1945  | Tage Flisberg Arne Andersson          | Arne Ohlsson Weine Fredriksson         |                                       |                                       |                                   |           |
| 1944  | Karl-Ivar Almqvist Per-Olof Croneryd  | Sixten Forss Lennart Iverdahl          |                                       |                                       |                                   |           |
| 1943  | Tage Flisberg Arne Andersson          | Arild Waeger Styrbjörn Wahlberg        |                                       |                                       |                                   |           |
| 1942  | Tage Flisberg Arne Andersson          | Harry Jacobsson Lennart Liljendahl     |                                       |                                       |                                   |           |
| 1941  | Sture Fyrberg Erik Johansson          | Tage Flisberg Arne Andersson           |                                       |                                       |                                   |           |
| 1940  | Tage Flisberg Arne Andersson          | Erik Karlsson Liss Larsson             |                                       |                                       |                                   |           |
| 1939  | Tage Flisberg Arne Andersson          | Ivar Andersson Sture Fyrberg           |                                       |                                       |                                   |           |
| 1938  | Tage Flisberg Arne Andersson          | Henry Arnell Stig Åhlund               |                                       |                                       |                                   |           |
| 1937  | Gustaf Johnsson Erik Wikström         | Sven Bengtsson Bertil Källholm         |                                       |                                       |                                   |           |
| 1936  | Tage Flisberg Sture Fyrberg           | Hans Lidhäll Arne Meijer               |                                       |                                       |                                   |           |
| 1935  | Tage Flisberg Lennart Wigren          | Gustaf Johnsson Carl-Erik Bülow        |                                       |                                       |                                   |           |
| 1934  | Gustaf Johnsson Olle Ekman            | Erik Johansson Lennart Wigren          |                                       |                                       |                                   |           |
| 1933  | Gustaf Johnsson Olle Ekman            | Lennart Bülow Carl-Erik Bülow          |                                       |                                       |                                   |           |
| 1932  | Gustaf Johnsson Olle Ekman            | Folke Pettersson Tage Wickmark         |                                       |                                       |                                   |           |
| 1931  | Gustaf Johnsson Valter Kolmodin       | Lennart Bülow Carl-Erik Bülow          |                                       |                                       |                                   |           |

## Championnats par équipes

### Championnat masculin
Le Championnat masculin par équipes vit le jour en 1927 et se joue sans discontinuité depuis ce jour.
| - 2024 : Eslövs AI BTK (14) - 2023 : Söderhamns UIF (7) - 2022 : Halmstad BTK (4) - 2021 : Söderhamns UIF (6) - 2020 : 0 - 2019 : Eslövs AI BTK (13) - 2018 : Halmstad BTK (3) - 2017 : Eslövs AI (12) - 2016 : Eslövs AI (11) - 2015 : Eslövs AI (10) - 2014 : Eslövs AI (9) - 2013 : Eslövs AI (8) - 2012 : Eslövs AI (7) - 2011 : Eslövs AI (6) - 2010 : Söderhamns UIF (5) - 2009 : Eslövs AI (5) - 2008 : Eslövs AI (4) - 2007 : Eslövs AI (3) - 2006 : Eslövs AI (2) - 2005 : Eslövs AI (1) - 2004 : Malmö FF (7) - 2003 : Halmstad BTK (2) - 2002 : Kalmar BTK (4) - 2001 : Söderhamns UIF (4) - 2000 : Kalmar BTK (3) - 1999 : Kalmar BTK (2) - 1998 : Malmö FF (6) - 1997 : Malmö FF (5) - 1996 : Kalmar BTK (1) - 1995 : Ängby SK (2) - 1994 : Malmö FF (4) | - 1993 : Halmstad BTK (1) - 1992 : Ängby SK (1) - 1991 : Malmö FF (3) - 1990 : Malmö FF (2) - 1989 : Malmö FF (1) - 1988 : Falkenbergs BTK (10) - 1987 : Stockholms Spårvägars GoIF (3) - 1986 : Falkenbergs BTK (9) - 1985 : Söderhamns UIF (3) - 1984 : Stockholms Spårvägars GoIF (2) - 1983 : Stockholms Spårvägars GoIF (1) - 1982 : Söderhamns UIF (2) - 1981 : Falkenbergs BTK (8) - 1980 : Falkenbergs BTK (7) - 1979 : Falkenbergs BTK (6) - 1978 : Söderhamns UIF (1) - 1977 : Mölndals BTK (3) - 1976 : Falkenbergs BTK (5) - 1975 : Mölndals BTK (2) - 1974 : Mölndals BTK (1) - 1973 : Boo KFUM, Saltsjö-Boo - 1972 : Falkenbergs BTK (4) - 1971 : Falkenbergs BTK (3) - 1970 : Mariestads BolS (3) - 1969 : Mariestads BolS (2) - 1968 : Mariestads BolS (1) - 1967 : Sölvesborgs BTK - 1966 : Leksbergs BTK, Mariestad - 1965 : IF Verdandi, Eskilstuna - 1964 : Falkenbergs BTK (2) - 1963 : Falkenbergs BTK (1) - 1962 : Djurgårdens IF, Stockholm (7) - 1961 : Djurgårdens IF, Stockholm (6) - 1960 : Djurgårdens IF, Stockholm (5) | - 1959 : AIK, Stockholm (3) - 1958 : Parca BolS, Linköping - 1957 : IF Göta, Karlstad - 1956 : Hammarby IF, Stockholm (2) - 1955 : Djurgårdens IF, Stockholm (4) - 1954 : Djurgårdens IF, Stockholm (3) - 1953 : Hammarby IF, Stockholm (1) - 1952 : Mariedals IK, Borås - 1951 : Djurgårdens IF, Stockholm (2) - 1950 : BK Olympic, Malmö - 1949 : SolK Hellas, Stockholm - 1948 : Djurgårdens IF, Stockholm (1) - 1947 : BTK Wirgo, Norrköping (9) - 1946 : AIK, Stockholm (2) - 1945 : AIK, Stockholm (1) - 1944 : BK Wirgo, Norrköping (8) - 1943 : BK Wirgo, Norrköping (7) - 1942 : BK Wirgo, Norrköping (6) - 1941 : BK Wirgo, Norrköping (5) - 1940 : BK Wirgo, Norrköping (4) - 1939 : BK Wirgo, Norrköping (3) - 1938 : BK Wirgo, Norrköping (2) - 1937 : BK Wirgo, Norrköping (1) - 1936 : BTK Trettio, Linköping - 1935 : IFK Norrköping - 1934 : BK Derby, Linköping (4) - 1933 : IF Elfsborg, Borås (2) - 1932 : BK Derby, Linköping (3) - 1931 : BK Derby, Linköping (2) - 1930 : BK Derby, Linköping (1) - 1929 : IK Keltic, Stockholm - 1928 : IF Elfsborg, Borås (1) - 1927 : Stockholms IF |

| Cl | Clubs           | Nb Titre | Premier | Dernier |
| -- | --------------- | -------- | ------- | ------- |
| 1  | Eslövs AI       | 12       | 2005    | 2017    |
| 2  | Falkenbergs BTK | 10       | 1963    | 1988    |
| 3  | BK Wirgo        | 9        | 1937    | 1947    |
| 4  | Djurgårdens IF  | 8        | 1948    | 1962    |
| 5  | Malmö FF        | 7        | 1989    | 2004    |
| 6  | Söderhamns UIF  | 5        | 1978    | 2010    |
| 7  | Kalmar BTK      | 4        | 1996    | 2002    |
| 8  | BK Derby        | 4        | 1930    | 1934    |

### Championnat Féminin
Le Championnat féminin par équipes ne vit le jour qu'en 1955 et se joue sans discontinuité depuis ce jour.
| - 2024 : Eslövs AI BTK - 2023 : Eslövs AI BTK - 2022 : Eslövs PK - 2021 : Eslövs PK - 2020 - - 2019 : Eslövs AI BTK - 2018 : Storfors BTK (1) - 2017 : Eslövs AI (4) - 2016 : Eslövs AI (3) - 2015 : Ängby SK (1) - 2014 : Eslövs AI (2) - 2013 : Eslövs AI (1) - 2012 : Team Mälarenergi BTK (3) - 2011 : Råå BTK (3) - 2010 : Team Mälarenergi BTK (2) - 2009 : Team Mälarenergi BTK (1) - 2008 : Dänningelanda BTK (1) - 2007 : Ärtemarks IF (2) - 2006 : Ärtemarks IF (1) - 2005 : Trelleborgs BTK (1) - 2004 : Råå BTK (2) - 2003 : Råå BTK (1) | - 2002 : Rönninge SK BTF (1) - 2001 : Långshyttans BTK (1) - 2000 : Spårvägens BTK (2) - 1999 : Öråns SK (1) - 1998 : Norrköpings BTK (1) - 1997 : Lyckeby BTK (2) - 1996 : Halmstad BTK (4) - 1995 : Halmstad BTK (3) - 1994 : Lyckeby BTK (1) - 1993 : Spårvägens BTK (1) - 1992 : Halmstad BTK (2) - 1991 : Halmstad BTK (1) - 1990 : Mölndals BTK (2) - 1989 : Mölndals BTK (1) - 1988 : Varbergs BTK (13) - 1987 : Borlänge BTK (2) - 1986 : Borlänge BTK (1) - 1985 : Varbergs BTK (12) - 1984 : Varbergs BTK (11) - 1983 : Varbergs BTK (10) - 1982 : Varbergs BTK (9) - 1981 : Varbergs BTK (8) - 1980 : Varbergs BTK (7) | - 1979 : Varbergs BTK (6) - 1978 : Varbergs BTK (5) - 1977 : Varbergs BTK (4) - 1976 : Varbergs BTK (3) - 1975 : Varbergs BTK (2) - 1974 : Varbergs BTK (1) - 1973 : Vänersborgs BTK (2) - 1972 : Huskvarna Södra IS (2) - 1971 : Vänersborgs BTK (1) - 1970 : Huskvarna Södra IS (1) - 1969 : Mariestads BoIS (1) - 1968 : Ljungby IF (4) - 1967 : Stockholms Godtemplares IF (1) - 1966 : Ljungby IF (3) - 1965 : Ljungby IF (2) - 1964 : Ljungby IF (1) - 1963 : Torps GIF, Kleva-Orust (1) - 1962 : Högadals IS, Karlshamn (2) - 1961 : Högadals IS, Karlshamn (1) - 1960 : Djurgårdens IF, Stockholm (6) - 1959 : Djurgårdens IF, Stockholm (5) - 1958 : Djurgårdens IF, Stockholm (4) - 1957 : Djurgårdens IF, Stockholm (3) - 1956 : Djurgårdens IF, Stockholm (2) - 1955 : Djurgårdens IF, Stockholm (1) |